# 아르헨티나의 마천루 목록
이 글은 아르헨티나의 마천루 목록이다.

## 가장 높은 건물
| 계급 | 이름                                       | 위치             | 높이 ft (m) | 플로어 | 년     |
| ---- | ------------------------------------------ | ---------------- | ----------- | ------ | ------ |
| 1    | 알베어 타워                                | 부에노스아이레스 | 239         | 54     | 2017년 |
| 2    | 르 파크 피게로아 알 코르 타 (토레 카 비아) | 부에노스아이레스 | 173         | 49     | 2010년 |
| 3    | 르누아르 II                                | 부에노스아이레스 | 171         | 52     | 2015년 |
| 4    | 뮬리에리스 타워                            | 부에노스아이레스 | 161         | 44     | 2009년 |
| 5    | 엘 파로 I                                  | 부에노스아이레스 | 160         | 46     | 2003년 |
| 6    | 엘 파로 II                                 | 부에노스아이레스 | 160         | 46     | 2005년 |
| 7    | YPF 타워                                   | 부에노스아이레스 | 160         | 36     | 2008년 |
| 8    | 르 파크 타워                               | 부에노스아이레스 | 158         | 51     | 1994년 |
| 9    | 샤토 푸에르토 마데로 레지던스              | 부에노스아이레스 | 156         | 50     | 2010년 |
| 10   | BBVA 타워                                  | 부에노스아이레스 | 155         | 33     | 2016년 |
| 11   | 갈리시아 센트럴 타워                       | 부에노스아이레스 | 145         | 33     |        |
| 12   | 르 파크 푸에르토 마데로-토레 델 리오       | 부에노스아이레스 | 144         | 43     | 2005년 |
| 13   | 르 파크 푸에르토 마데로-토레 델 파르 케    | 부에노스아이레스 | 144         | 43     | 2006년 |
| 14   | 르 파크 푸에르토 마데로-토레 델 블러 바드  | 부에노스아이레스 | 144         | 43     | 2007년 |
| 15   | 미라 빌리 아 팔레르모 II                   | 부에노스아이레스 | 142         | 46     | 2008년 |
| 16   | 알 래스 빌딩                               | 부에노스아이레스 | 141         | 42     | 1955년 |
| 17   | 알토 팔레르모 플라자                       | 부에노스아이레스 | 141         | 35     | 1995년 |
| 18   | 알토 팔레르모 공원                         | 부에노스아이레스 | 141         | 35     | 1997년 |
| 19   | 요트 타워 I                                | 부에노스아이레스 | 141         | 44     | 2010년 |
| 20   | 요트 타워 II                               | 부에노스아이레스 | 141         | 44     | 2010년 |
| 21   | 마우이전                                   | 로사리오         | 141         | 47     | 2014년 |
| 22   | 마데로 사무소                              | 부에노스아이레스 | 140         | 27     | 2010년 |
| 23   | 미라 빌리 아 팔레르모 I                    | 부에노스아이레스 | 139         | 45     | 2008년 |
| 24   | 뱅크 보스턴 타워                           | 부에노스아이레스 | 137         | 35     | 2001년 |
| 25   | 돌핀스 과라니 1                            | 로사리오         | 137         | 45     | 2010년 |
| 26   | 돌핀스 과라니 2                            | 로사리오         | 137         | 45     | 2010년 |
| 27   | 벨리니 에스메랄다 플라자 산 마르틴         | 부에노스아이레스 | 136         | 45     | 2015년 |
| 28   | 르누아르 I                                 | 부에노스아이레스 | 135         | 41     | 2008년 |
| 29   | 리베르 타 도르 4444                        | 부에노스아이레스 | 135         | 45     | 1994년 |
| 30   | 955 벨 그라노 사무소                       | 부에노스아이레스 | 135         | 30     | 2014년 |
| 31   | 샤토 리베르 타 도르 레지던스               | 부에노스아이레스 | 133         | 40     | 2009년 |
| 32   | 토레 방코 매크로                           | 부에노스아이레스 | 130         | 30     | 2017년 |
| 33   | 알 베어 아이콘 호텔                        | 부에노스아이레스 | 130         | 32     | 2017년 |
| 34   | 캐피탈리나스 1                             | 코르도바         | 127         | 37     |        |
| 35   | 데메 트리오 엘리아스 빌딩                  | 마르델플라타     | 125         | 40     | 1969년 |
| 36   | 아쿠아 리나 타워                           | 로사리오         | 125         | 41     | 2009년 |
| 37   | 산마틴 344                                 | 부에노스아이레스 | 122         | 29     | 2001년 |
| 38   | 센 테니얼 타워 1                           | 부에노스아이레스 | 121         | 37     | 2004년 |
| 39   | 카를로스 펠레그리니 빌딩                   | 부에노스아이레스 | 121         | 31     | 1974년 |
| 40   | 카바나흐 빌딩                              | 부에노스아이레스 | 120         | 30     | 1936년 |
| 40   | 리베르 타 도르 380                         | 부에노스아이레스 | 120         | 35     | 1985년 |
| 41   | 르파크 피게로아 알코르타                   | 부에노스아이레스 | 120         | 29     | 2009년 |
| 42   | 토레스 데 몬타 네세-토레 센트럴            | 부에노스아이레스 | 120         | 38     | 2010년 |
| 43   | 코스모스 팰리스                            | 마르텔플라타     | 119         | 38     | 2010년 |
| 44   | 불네스 타워                                | 부에노스아이레스 | 119         | 37     | 1997년 |
| 45 = | 루기리 타워                                | 부에노스아이레스 | 119         | 37     | 2000년 |

## 같이 보기
- 남아메리카의 마천루 목록